# West Republic Township
West Republic Township est un ancien township du comté de Greene dans le Missouri, aux États-Unis,.
Le township est baptisé en référence à la ville de Republic, située dans ses limites.

## Source de la traduction
- (en) Cet article est partiellement ou en totalité issu de l’article de Wikipédia en anglais intitulé « West Republic Township, Greene County, Missouri » (voir la liste des auteurs).